# Blanco
El blanco es un color acromático (sin croma), de claridad máxima y oscuridad nula. Perceptualmente es la consecuencia de la fotorrecepción de una luz intensa constituida por todas las longitudes de onda del espectro visible, por tres longitudes de onda (larga, media y corta) o por dos longitudes de onda complementarias. Se asemeja al color de la nieve, aunque otras sustancias de máxima reflectancia, como la magnesia, el color yeso y la baritina (sulfato de bario), resultan ejemplos más específicos del blanco. Los colores similares al blanco son denominadas blanquecinas o blancuzcas, que poseen una ligera sugerencia de saturación y matiz.

## Etimología

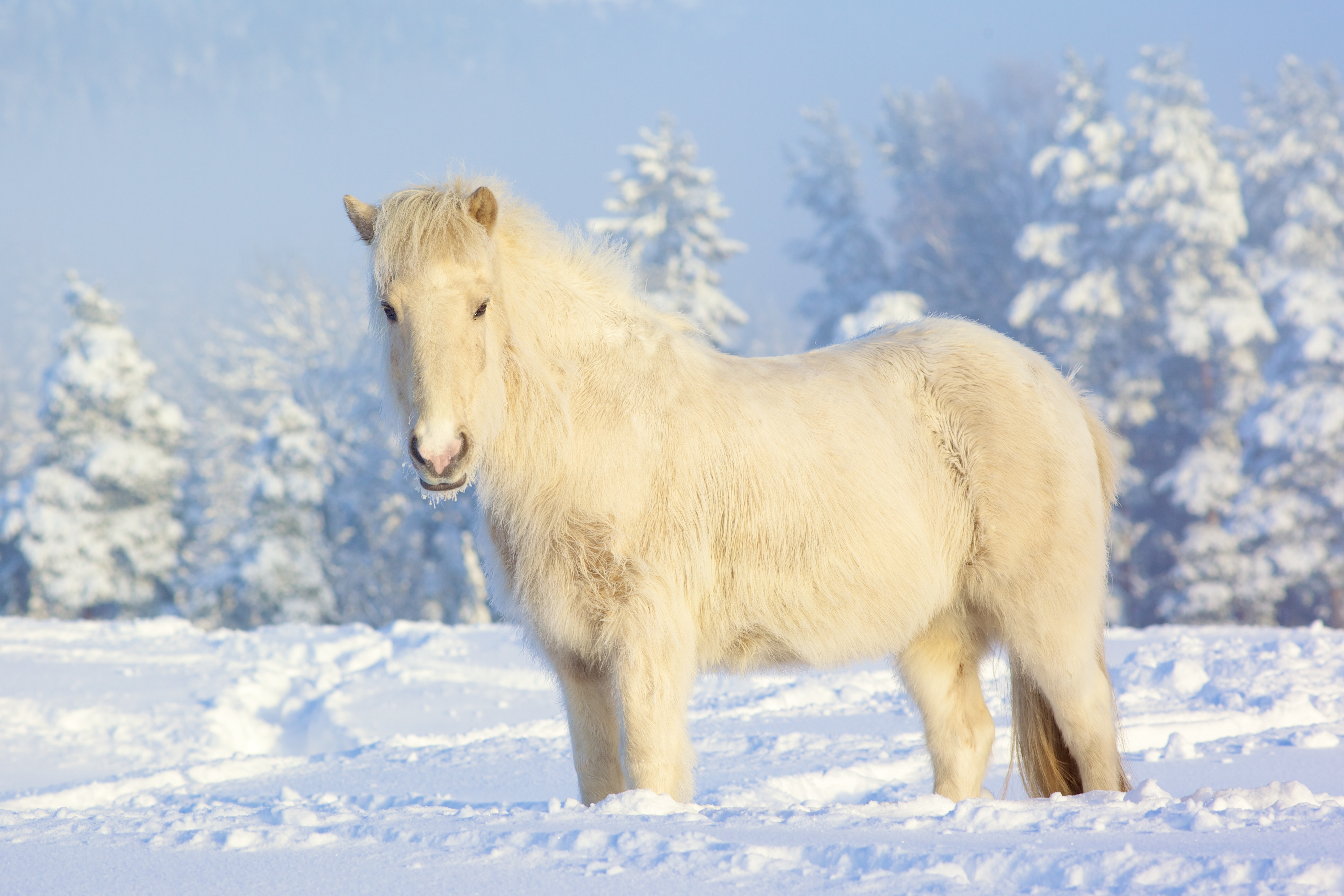
Caballo blanco entre la nieve

La palabra «blanco» proviene del latín vulgar blancus, ‘blanco’; el cual se deriva del germánico *blank, ‘brillante’; y este del protogermánico *blangkaz, ‘brillar, deslumbrar’. La forma extendida de la raíz protoindoeuropea *bhel–, ‘brillar, destellar, quemar’.
En idioma castellano, el término «blanco» comienza a usarse hacia el año 1140.

### Lexemas y sinonimia
El lexema leuco, del griego λευκός (leucos ), ‘blanco’ (y este de la raíz indoeuropea *lewk–, ‘luz, brillo’), asocia a los términos que lo incluyen con el color blanco. Un ejemplo de esto es la palabra leucocito.
Un sinónimo de uso poético para blanco es albo, del latín albus, ‘blanco’. El mismo origen tienen los lexemas alba y albo, que se encuentran, por ejemplo, en las palabras albino y alborada. Otro sinónimo es cándido, del latín candĭdus, ‘blanco, puro’, ‘sincero, honesto’. Asimismo, siguiendo el lenguaje poético, está níveo, del latín niveus.

## Propiedades

### En la cromosíntesis sustractiva
En el sistema de síntesis sustractiva de color, donde los colores se crean mezclando pigmentos o tintes (pinturas, colorantes, tintas), la tríada de colores primarios más usual es cian, magenta y amarillo. En este sistema, el blanco no puede obtenerse por mezcla; para representarlo se utiliza pigmento blanco o se recurre a dejar sin colorear el soporte sobre el que se trabaja (papel, tela, etc.), si es que este es blanco.

### En la cromosíntesis aditiva
En el sistema aditivo de síntesis de color, en el cual los colores se obtienen mezclando luz de color en lugar de pigmentos, los colores primarios son el rojo, el verde y el azul. Esto significa que cuando se trabaja con luz de color, basta con mezclar esos tres colores en diferentes proporciones para obtener todos los demás. Para crear el blanco, se mezclan los tres colores primarios en su máxima intensidad.
Este sistema aditivo de colores luz es el que utilizan los monitores y televisores para producir colores. En este sistema, un color se describe con valores numéricos para cada uno de sus componentes (rojo, verde y azul), indicando al rojo con «R», al verde con «G» y al azul con «B». En una escala de valores de 0 a 255, el blanco aditivo puro se expresa como R=255 (rojo al valor máximo), G=255 (verde al valor máximo) y B=255 (azul al valor máximo). Véase RGB.

## Pigmentos blancos

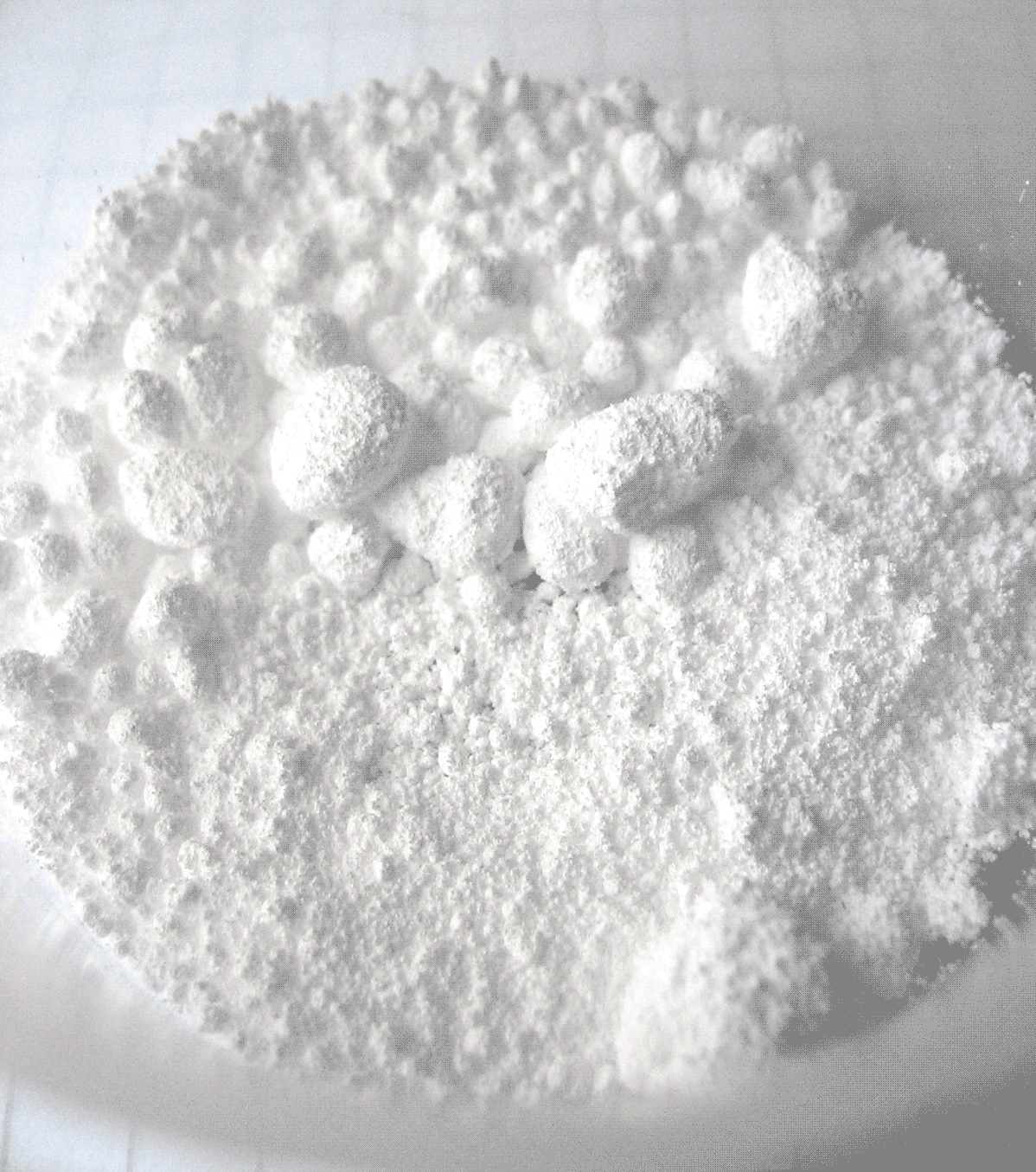
El sulfato de bario se utiliza como patrón de referencia del blanco prácticamente absoluto, y también como pigmento blanco en la composición de pinturas.

Desde la más remota antigüedad se ha buscado producir sustancias coloreadas para pintar o teñir que tuviesen buen color, poder de tinción y permanencia; que fuesen estables ante la luz, que secasen razonablemente rápido, que tuviesen la densidad necesaria y que pudiesen mezclarse sin problemas con otros colores. Debajo se describen algunos pigmentos blancos que se han destacado en la historia de la pintura.
Albayalde o blanco de plomo
En la antigüedad, el color blanco se preparaba mediante un proceso ―descrito por Teofrasto (371-287 a. C.), Vitruvio (70-10 a. C.) y Dioscórides (40-90 d. C.)―, que consistía en suspender platos de plomo sobre vapor de vinagre, sumergirlos luego en estiércol durante un par de meses y entonces raspar la capa de material blanco que se había formado en su superficie; el proceso se repetía hasta consumir los platos. Este procedimiento para obtener un buen pigmento blanco se usó durante varios milenios. El pigmento en cuestión era el albayalde o blanco de plomo, una sustancia tóxica.
Blanco anularia
El blanco anularia era una mezcla de tiza con vidrio molido que se obtenía de los anillos que los pobres utilizaban en sus bodas en el dedo anular.
Blanco de Zinc
En 1785, el francés Guyton de Morveau descubrió el blanco de zinc, que no es tóxico. Se trata de un blanco frío, algo azulado, menos cubriente que el hecho sobre la base de plomo, que fue varias veces más caro que este hasta que se lo industrializó pocos años después de su invención. Era muy útil para pintar cuadros por su consistencia cremosa. En 1834 se desarrolló un óxido de zinc al que se llamó «blanco de China», que era más espeso.
Blanco de titanio
Entre 1916 y 1918, químicos noruegos y estadounidenses desarrollaron el blanco de titanio, que resultó ser más duradero y estable. Además refleja casi toda la luz incidente, no se cuartea y no es tóxico.
Otros
- Los egipcios fabricaban un pigmento blanco con silicato de magnesio hidratado, que era brillante debido a que contenía conchillas de nácar en polvo, motivo por el cual era costoso.[13]
- Según Plinio el Viejo (23-79 d. C.), los griegos fabricaban un pigmento blanco llamado melinum extrayendo un polvo de las vetas de las montañas de las islas Milo y Samos. Era muy untuoso para pintar, aunque bueno para cicatrizar heridas.[13]
- En Japón se fabricaba —y aún se fabrica— un pigmento blanco a partir del nácar.[13]

## Simbolismo y usos

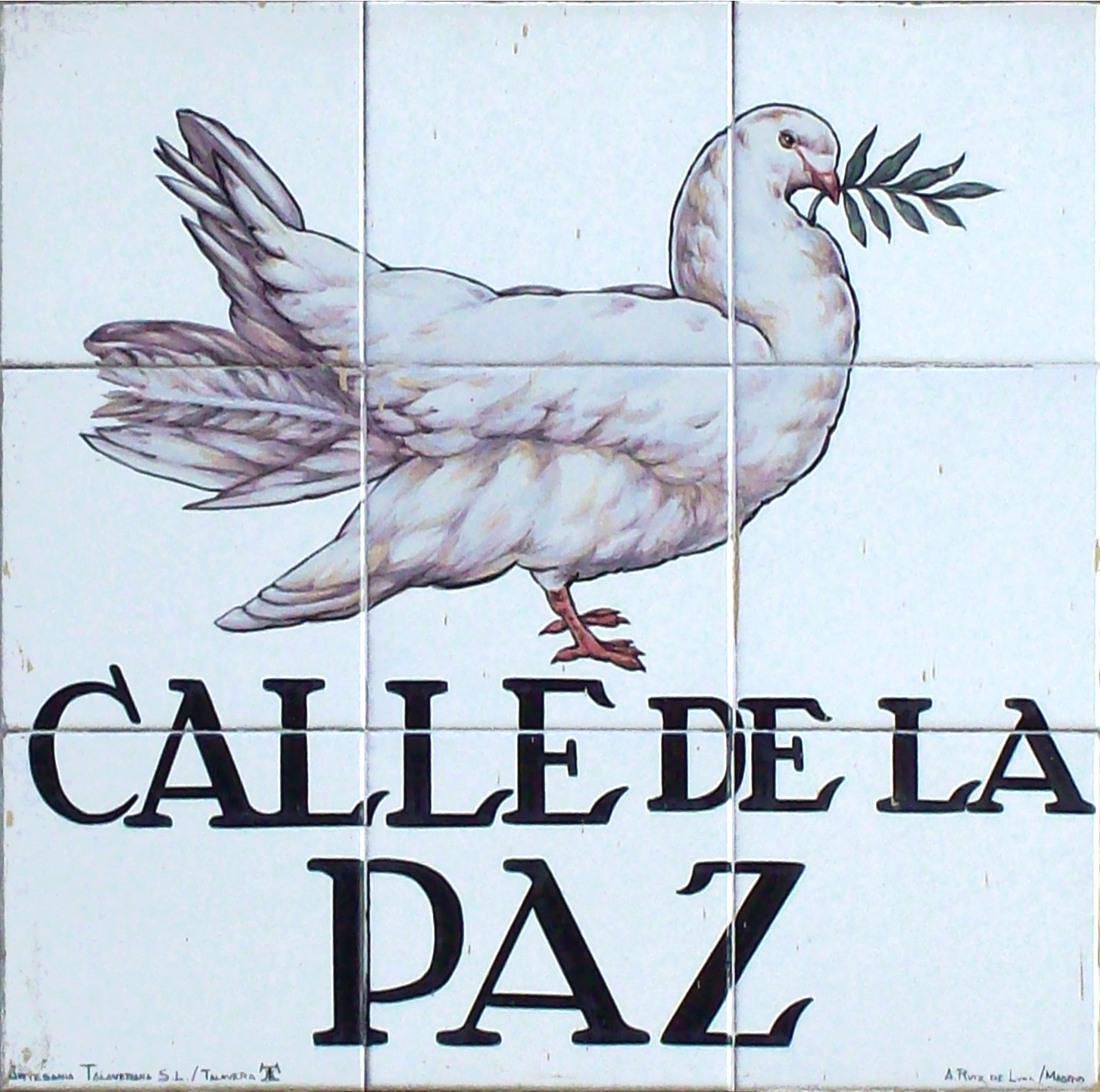
Paloma de la paz pintada sobre azulejos en la Calle de la Paz, en Madrid

- En Occidente el blanco simboliza la pureza y la inocencia, mientras que en algunos países de Oriente, como China e India, está asociado al luto.
- El color blanco simboliza también la paz. En un conflicto, un pañuelo o una bandera blanca indican rendición o pedido de tregua.
- La paloma de la paz, que simboliza además la reconciliación, se representa de color blanco y sosteniendo una ramita de olivo. Proviene del relato bíblico del arca de Noé, donde este, para saber si ya era seguro salir del arca tras el Diluvio, liberó a una paloma que regresó trayendo en su pico una ramita verde de olivo, señal de que las aguas habían bajado y que la tierra había reverdecido. Este símbolo data al menos de fines del Renacimiento.[14] Su popularidad se vio reforzada cuando, en 1949, se celebró en París el Consejo Mundial de la Paz, que se promocionó mediante un cartel de Pablo Picasso que representaba a la paloma blanca con la rama de olivo.[15]
- En el arte, el unicornio blanco simboliza la castidad de una dama. Esta asociación proviene de la descripción que hacían del unicornio los bestiarios medievales, donde se explicaba que el método para cazarlo consistía en atraerlo mediante una doncella virgen, ante la cual el animal se volvía manso y se adormecía. Con respecto al color del unicornio, ya en el siglo IV a. C. el médico e historiador Ctesias escribió que era blanco en su mayor parte,[16] lo que puede haber facilitado el que más tarde se le atribuyese preferentemente ese color.
- Otro símbolo de pureza que puede encontrarse en obras de arte es la azucena blanca, a menudo asociada a la Virgen María.
- En el cristianismo, el Espíritu Santo se representa como una paloma blanca.
- En la Iglesia católica es el color que viste el papa,[13] y también lo visten los niños que van a recibir su primera comunión.
- El tradicional vestido de novia blanco con velo fue supuestamente impuesto por la reina Victoria en 1840.[17]
- El blanco se usa donde debe haber buenas condiciones de limpieza: cocinas, baños, hospitales. También usan batas o guardapolvos blancos aquellas personas que trabajan en entornos que requieren asepsia, como médicos, bioquímicos, veterinarios y enfermeros.[17]
- La ropa de cama, la ropa interior y los manteles de mesa han sido tradicionalmente blancos o de color crudo. De esa manera era fácil ver la suciedad impregnada en ellos y también lavarlos muchas veces con agua hirviente o lejía sin que el color se deteriorase. De allí que la expresión «ropa blanca» designe a todas las telas o prendas que cumplen estas funciones, aun cuando su color no sea blanco.[18]
- En un envase, el color blanco sugiere que el producto que contiene es puro, suave y fresco.
- El interiorismo minimalista recurre frecuentemente al color blanco.[17]
- Figuradamente, un «elefante blanco» es algo costoso de mantener y que no tiene ninguna utilidad.[19] Esta expresión proviene de la costumbre que existe entre los monarcas del sudeste asiático de tener en sus cortes a estos raros animales, a los que se rinde grandes honores.
- En las culturas de extremo oriente, el blanco es el color del oeste, del otoño y del elemento metal, representados por el tigre blanco,[20]  que es a la vez una constelación y un animal mítico.
- Similarmente, para los antiguos pueblos nahuas (mexicas o aztecas), el blanco era el color del oeste, relacionado con Quetzalcóatl.[21]
- También se relaciona el color blanco con Dioses como al Dios Huiracocha , Quetzalcoátl y Kukulkán.

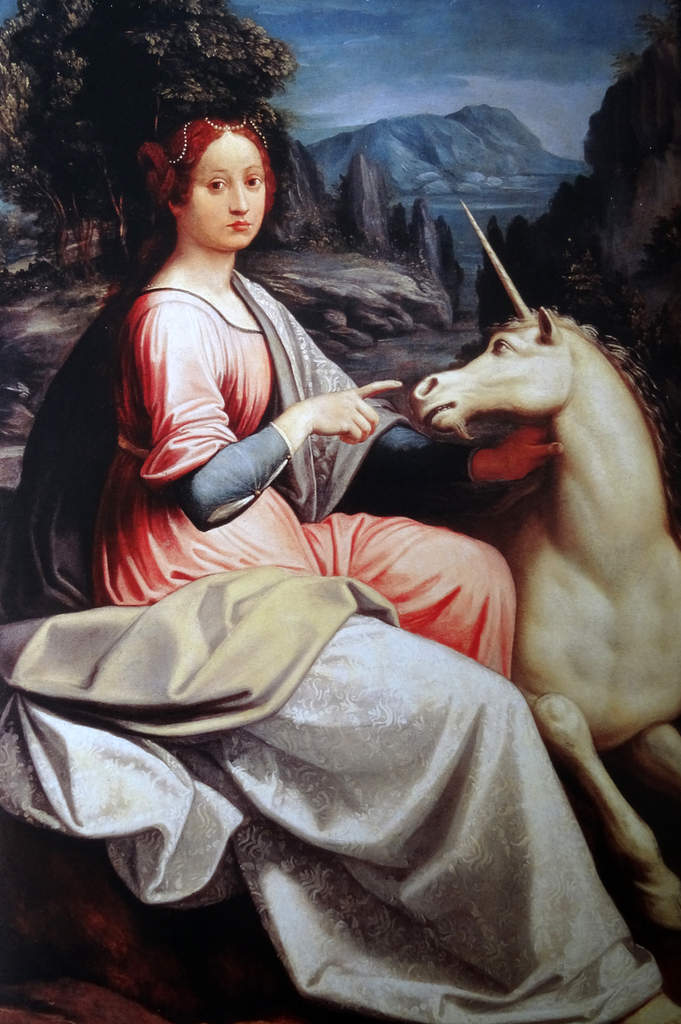
La dama y el unicornio, óleo de Luca Longhi, siglo XVI
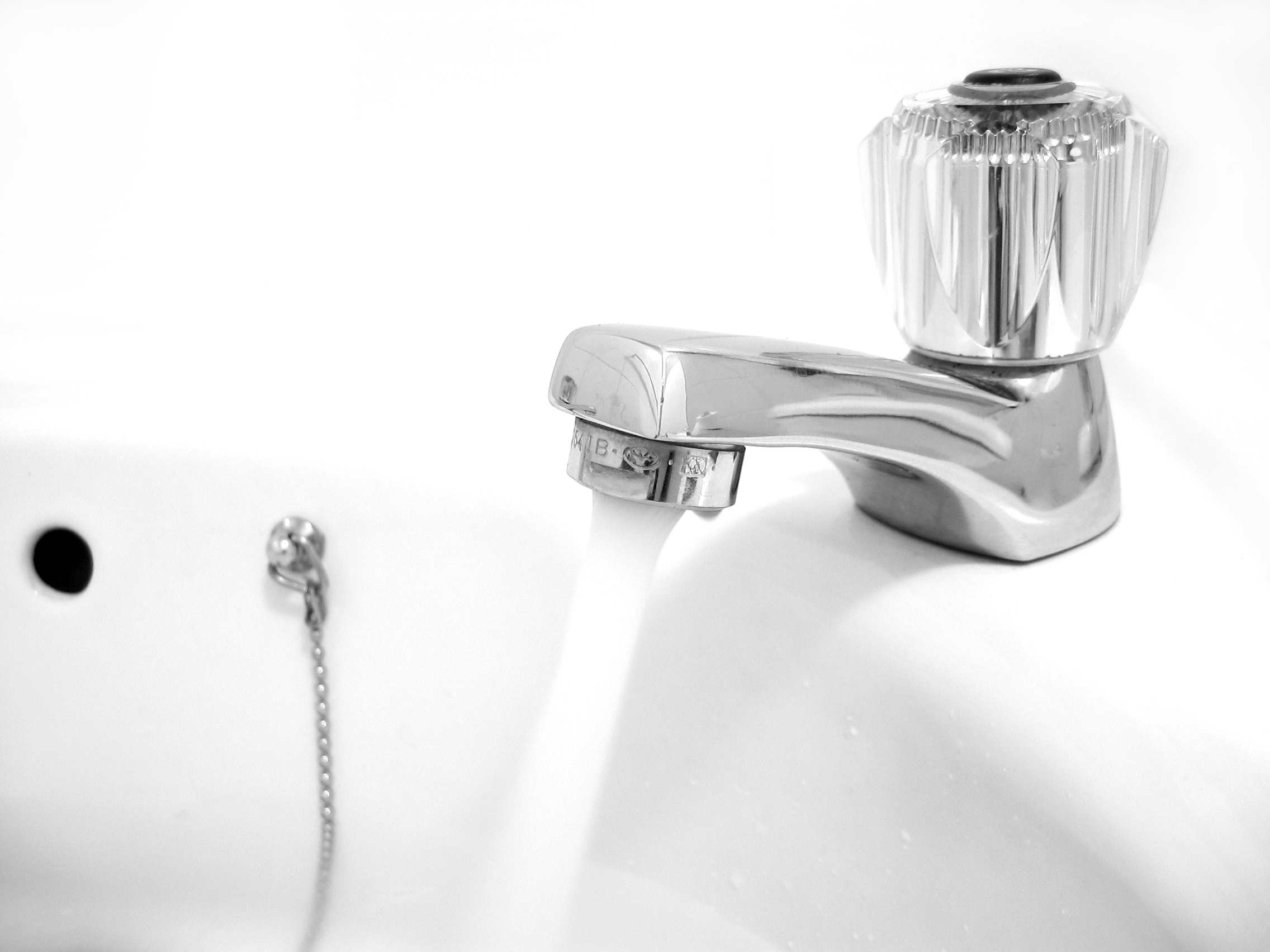
Moderno lavamanos en color blanco
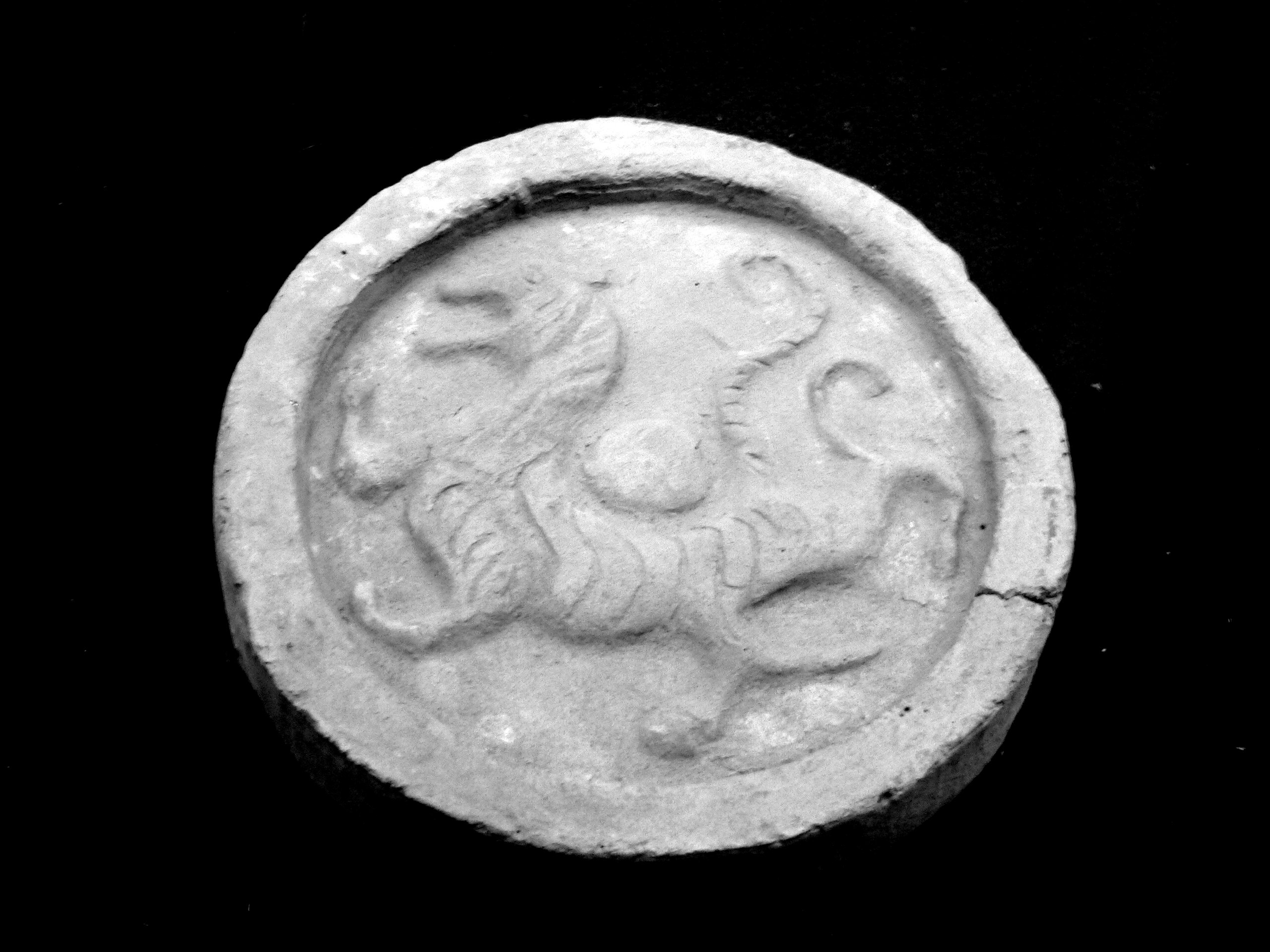
Representación del tigre blanco del oeste en una teja de alero china
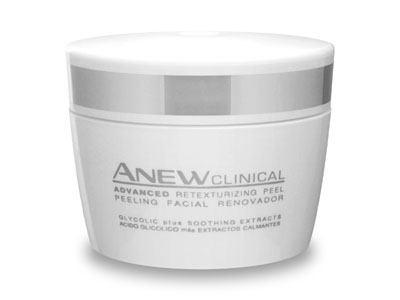
Producto cosmético femenino en un envase inmaculado
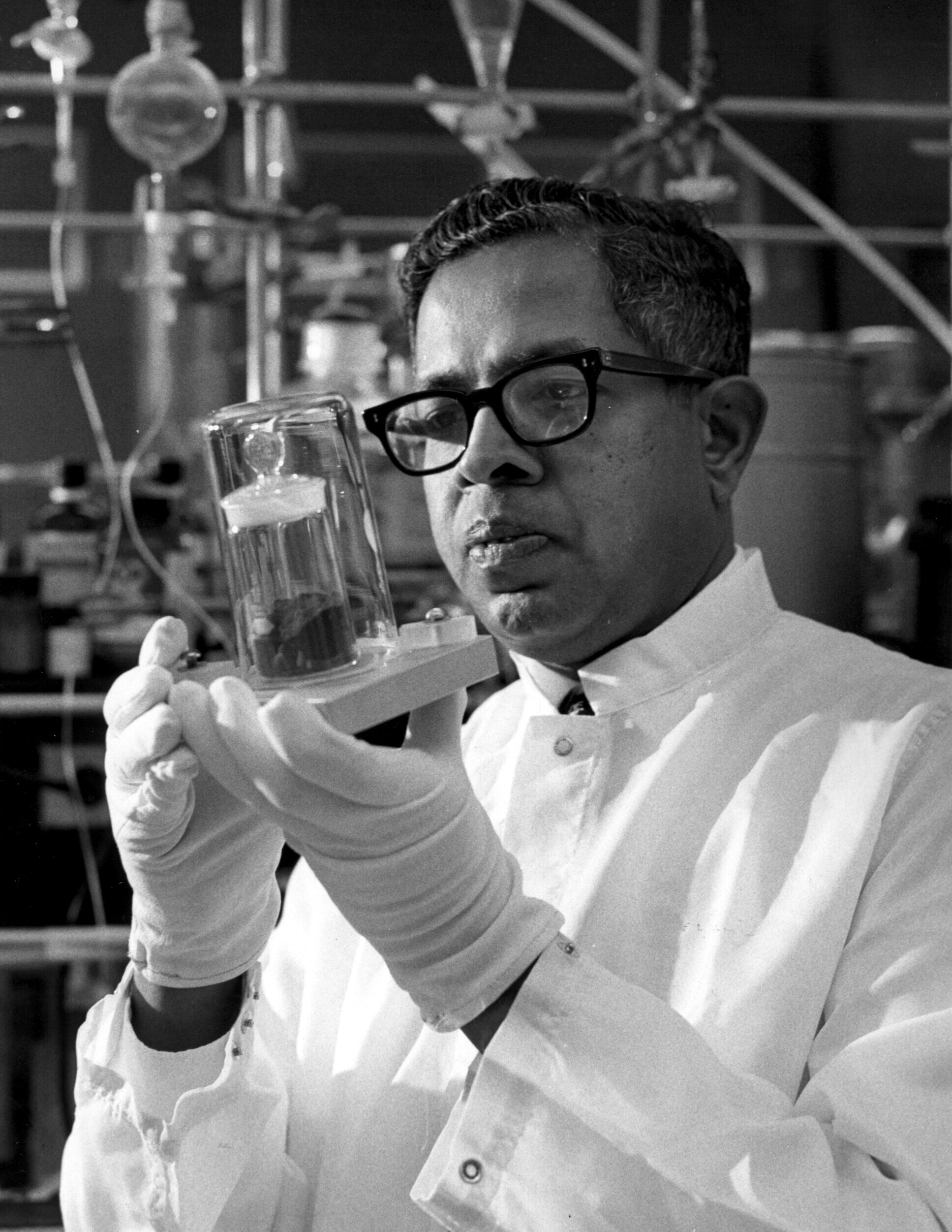
Bioquímico con guardapolvo
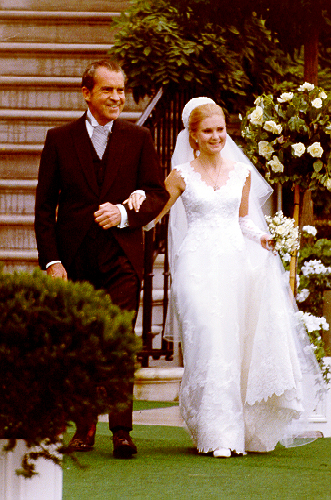
Blanco tradicional del vestido de novia
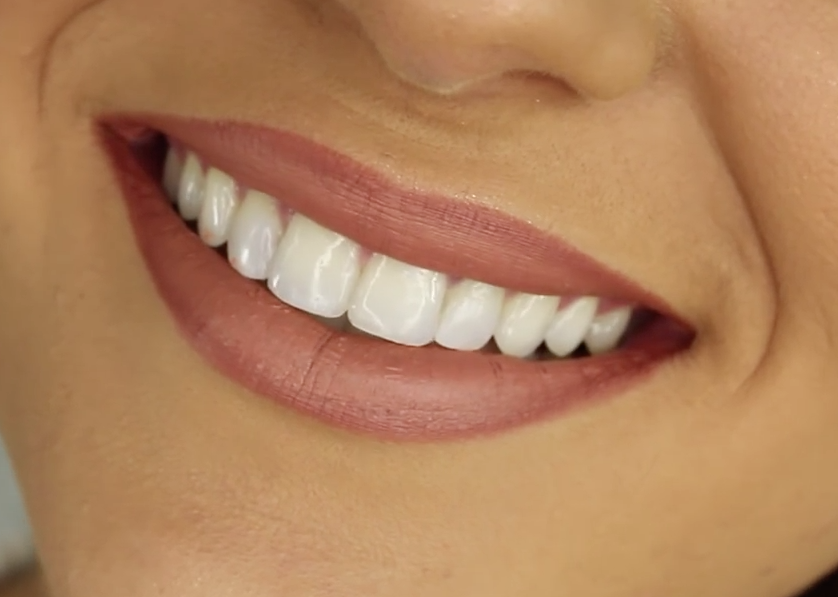
Blanco del esmalte dental

### Heráldica y vexilología
El blanco no es un color heráldico. Cuando aparece en un blasón, generalmente representa al metal plata. Sin embargo, puede aparecer específicamente como blanco si la descripción de las armas requiere la representación de alguna figura blanca «al natural» (por ejemplo, una paloma blanca).
En vexilología, el color blanco deriva de la plata heráldica. En las banderas su uso es frecuente; la superficie blanca en algunas de ellas es considerable, y otras incluso emplean al blanco como color de fondo.
En los ejemplos bajo estas líneas: «Águila Blanca» (Orzeł Biały ) es el escudo nacional de Polonia; el fondo blanco de las banderas de Chipre y de Corea del Sur significa la paz; el amarillo y el blanco de la bandera de la Ciudad del Vaticano provienen de los metales heráldicos oro y plata.

Escudo de Polonia
Bandera de Chipre
Bandera de Corea del Sur
Bandera del estado de la Ciudad del Vaticano
Bandera de Japón
Bandera de Artigas

### Blanco político
Véase colores políticos: blanco político.

### Blanco litúrgico
Véase colores litúrgicos.

### El blanco de la luz
La luz puede tomar también diferentes tonos de blanco dependiendo del momento del día. Por ejemplo, la luz de la puesta de sol es más bien rojiza. A esto se le denomina temperatura de color. En iluminación artificial se busca crear diferentes tipos de blancos para poder asemejarse a esa luz natural cambiante. Las temperaturas de color más generalizadas son:
- Blanco frío (6000 a 6500 K): tiene un tono azulado, y se parece a la luz fluorescente.
- Blanco natural (4000 a 4500 K): tiene un tono de blanco totalmente blanco.
- Blanco cálido (3000 a 3500 K): parecido al blanco amarillento de final del día, y a la luz incandescente.

## Variedades del blanco
| Nombre                         | Muestra | Cod. Hex. | RGB | RGB | RGB | HSV  | HSV | HSV  |
| ------------------------------ | ------- | --------- | --- | --- | --- | ---- | --- | ---- |
| Blanco                         |         | #FFFFFF   | 255 | 255 | 255 | —°   | 0%  | 100% |
| Blanco de zinc                 |         | #FAFBFD   | 250 | 251 | 253 | 220° | 1%  | 99%  |
| Blanco humo                    |         | #B4BCC0   | 180 | 188 | 192 | 200° | 6%  | 75%  |
| Blanco navajo                  |         | #EBE1C9   | 235 | 225 | 201 | 42°  | 14% | 92%  |
| Arena                          |         | #ECE2C6   | 236 | 226 | 198 | 44°  | 16% | 93%  |
| Café con leche cósmico         |         | #FFF8E7   | 255 | 248 | 231 | 42°  | 9%  | 100% |
| Champán                        |         | #F7E7CE   | 247 | 231 | 206 | 37°  | 17% | 97%  |
| Ceniza                         |         | #CDCDCD   | 205 | 205 | 205 | —°   | 0%  | 80%  |
| Cuarzo                         |         | #D9D9F3   | 217 | 217 | 243 | 240° | 11% | 95%  |
| Hueso                          |         | #E3DAC9   | 227 | 218 | 201 | 39°  | 11% | 89%  |
| Lila claro                     |         | #DCD0FF   | 220 | 208 | 255 | 255° | 18% | 100% |
| Lino                           |         | #D7D0B7   | 215 | 208 | 183 | 47°  | 15% | 84%  |
| Marfil, crema, vainilla o beis |         | #F3E5AB   | 243 | 229 | 171 | 48°  | 30% | 95%  |
| Perla                          |         | #F0EAD6   | 240 | 234 | 214 | 46°  | 11% | 94%  |
| Platino                        |         | #E5E4E2   | 229 | 228 | 226 | 40°  | 1%  | 90%  |
| Yeso                           |         | #EBE9E4   | 235 | 233 | 228 | 43°  | 3%  | 92%  |

### Colores web blancos o muy claros
| Nombre HTML          | Código hex R G B | Código decimal R G B |
| -------------------- | ---------------- | -------------------- |
| Colores blancos      |                  |                      |
| White                | FFFFFF           | 255 255 255          |
| Snow                 | FFFAFA           | 255 250 250          |
| Honeydew             | F0FFF0           | 240 255 240          |
| MintCream            | F5FFFA           | 245 255 250          |
| Azure                | F0FFFF           | 240 255 255          |
| AliceBlue            | F0F8FF           | 240 248 255          |
| GhostWhite           | F8F8FF           | 248 248 255          |
| WhiteSmoke           | F5F5F5           | 245 245 245          |
| Seashell             | FFF5EE           | 255 245 238          |
| Beis                 | F5F5DC           | 245 245 220          |
| OldLace              | FDF5E6           | 253 245 230          |
| FloralWhite          | FFFAF0           | 255 250 240          |
| Ivory                | FFFFF0           | 255 255 240          |
| LightYellow          | FFFFE0           | 255 255 224          |
| Cornsilk             | FFF8DC           | 255 248 220          |
| LemonChiffon         | FFFACD           | 255 250 205          |
| LightGoldenrodYellow | FAFAD2           | 250 250 210          |
| PapayaWhip           | FFEFD5           | 255 239 213          |
| AntiqueWhite         | FAEBD7           | 250 235 215          |
| Linen                | FAF0E6           | 250 240 230          |
| LavenderBlush        | FFF0F5           | 255 240 245          |
| MistyRose            | FFE4E1           | 255 228 225          |
| LightCyan            | E0FFFF           | 224 255 255          |
| Lavender             | E6E6FA           | 230 230 250          |
| BlueWeb              | CEE7FF           | 206 231 255          |